# Конституционный суд Республики Узбекистан
Конституционный суд Республики Узбекистан состоит из семи судей, включая председателя и его заместителя. Председатель с 2014 года (переизбран в 2017 году) — Мирбабаев Бахтияр Шамсутдинович, ранее председателем был Дж.Шахзод. Судьи (не моложе 35 и не старше 70 лет) избираются Сенатом из числа лиц, рекомендованных Высшим судейским советом на 5 лет, не более чем на два срока.
Первый Закон “О Конституционном Суде Республики Узбекистан” был принят 6 мая 1993 года, 7 мая того же года Верховный Совет принял Постановление “О временном возложении функций Конституционного Суда на состав Комитета конституционного надзора Республики Узбекистан”. Второй закон о КС был принят в 1995 году, и в декабре того же года были избраны судьи. Ныне действующий закон о КС принят в 2017 году.

## Полномочия
Конституционный суд:
- определяет соответствие Конституции Республики Узбекистан других нормативно-правовых актов, в том числе законов РУ о ратификации международных договоров  — до их подписания президентом;
- дает заключение о соответствии законов Республики Каракалпакстан — законам Республики Узбекистан;
- дает толкование норм Конституции и законов Республики Узбекистан;[5]